# サリチル酸オクチル
サリチル酸オクチル（サリチルさんオクチル、octyl salicylate、通称）、サリチル酸 2-エチルヘキシル（2-ethylhexyl salicylate、IUPAC慣用名）、またはオクチサレート（octyslate、USP/INN）は、日焼け止めや化粧品の成分として使用され、太陽からのUV-B波長領域の紫外線を吸収する有機化合物である。サリチル酸と2-エチルヘキサノールの縮合によって形成されるエステルである。わずかに花の香りがする無色の油性液体である。
分子のサリチル酸部分は紫外線を吸収し、日光への暴露の有害な影響から皮膚を保護する。 2-エチルヘキサノール部分は脂肪族アルコールであり、皮膚軟化剤と油のような（耐水性）特性を追加する。 

## 安全性
オクチサレートおよび他のすべてのサリチル酸エステルは、安全性上良好な性質を持っている。他の日焼け止め成分（オキシベンゾンやアボベンゾンなど）の親和性を改善し、光分解を減らすためによく使用される。オクチサレートの適用用量の1%未満が皮膚に浸透する。オクチサレートは弱いUVB吸収剤だが、他の日焼け止め有効成分よりも優れた安定性を持ち、日光にさらされても活性酸素種を生成しない。ただし、若干の感作性があり、一部の人には最小または軽度の皮膚刺激がある。

## 参考資料
- “The Skin Cancer Foundation's Guide to Sunscreens”.   Skin Cancer Foundation (2011年). 2011年11月23日時点のオリジナルよりアーカイブ。2011年11月15日閲覧。